# Austromordella verticordiae
Austromordella verticordiae is een keversoort uit de familie spartelkevers (Mordellidae). De soort is voor het eerst wetenschappelijk beschreven door Lea.